# Взрослые игры
«Взрослые игры» (англ. Flower; ориг. название «Цветок») — американский художественный комедийный фильм режиссёра Макса Уинклера. Мировая премьера фильма состоялась 20 апреля 2017 года на кинофестивале Трайбека. В мировой прокат картина вышла 16 марта. В России премьера состоялась 5 апреля 2018 года.

## Сюжет
17-летняя наглая и острая на язык Эрика Вандросс живёт с мамой и её новым парнем в пригороде Лос-Анджелеса. Когда в семью вливается неуравновешенный Люк, сын маминого ухажёра, ситуация для Эрики становится слишком сложной. При поддержке Люка и верных подружек, Калы и Клодин, она решает вывести на чистую воду подозреваемого в педофилии учителя.

## В ролях
| Актёр           | Роль              |
| --------------- | ----------------- |
| Зои Дойч        | Эрика             |
| Кэтрин Хан      | Лаура, мать Эрики |
| Адам Скотт      | Вилл              |
| Дилан Гелула    | Кала              |
| Эрик Эдельштейн | Дайл              |
| Тим Хайдекер    | Боб               |
| Майя Эшет       | Клодин            |
| Джоуи Морган    | Люк, сын Боба     |
| Роми Бирн       | Элли Вайтман      |
| Райан Бридж     | Льюис Шелби       |

## Критика
Благодаря «неловким метаниям из нигилистской чёрной комедии в подростковую драму, оттуда в триллер, а оттуда чуть ли не в романтическую мелодраму, смотреть фильм не скучно» — отмечает кинокритик Станислав Зельвенский от журнала «Афиша».
Борис Иванов, обозреватель сайта Фильм.ру, поставил кинокартине 5 баллов из 10. Кинокритик считает, что фильм продуман лишь на две трети, а «последняя треть ленты настолько пустая, что лучше уйти из зала».

## Награды и номинации
| Год  | Премия                      | Номинация   | Номинант     | Результат |
| ---- | --------------------------- | ----------- | ------------ | --------- |
| 2017 | Best U.S. Narrative Feature | Премия жюри | Макс Уинклер | Номинация |